# 기케이키
기케이키(義經記)는 일본의 전설적인 무사인 미나모토노 요시쓰네와 그의 주종을 중심으로 쓴 군담 소설로, 남북조 시대에서 무로마치 시대 사이에 성립된 것으로 여겨진다. 노(能)나 가부키, 인형조루리 등 후세의 많은 문학 작품에 영향을 주었으며, 오늘날의 요시쓰네나 그의 주변 인물에 대한 이미지의 상당수는 《기케이키》에서 비롯되었다고 알려져 있다. 한국에서도 「요시쓰네」라는 제목으로 번역본이 소개된 바 있다.

## 개설
총 8장으로 구성된 《기케이키》의 작가는 구체적으로 알려져 있지 않지만, 일본의 여느 군담소설과 마찬가지로 여러 곳에서 개별적으로 성립된 이야기(기존의 요시쓰네 관련 설화)가 전국을 떠돌던 수행자나 비파법사에 의해 편집되고 취합되는 과정에서 하나의 작품으로 정착된 것으로 보인다. 군담소설임에도 불구하고 《헤이케 모노가타리》처럼 치열한 전투 장면에 중점을 두기보다 주인공 요시쓰네의 어린 시절과 출세, 그리고 몰락의 시기에 초점을 맞추고 있다.(실제로 작중에서 헤이케는 전투가 시작되고 불과 몇 장만에 망해 버린다) 바꾸어 말하면, 실제로 벌어졌던 전투 이야기를 축으로 하는 인간 군상이 아닌 미나모토노 요시쓰네라고 하는 주인공 한 사람의 행동이나 운명이 이야기의 축이 되고 있다. 말 그대로 '기케이(요시쓰네) 이야기'인 것이다. 전체적으로 중세 전기의 다른 군담 소설과는 크게 정취가 달라서 군담소설이라기보다 오히려 전기소설이라고 볼 수 있다.
요시쓰네 및 그 주종 등의 등장 인물들의 감정이 생생히 묘사되어 있긴 하지만, 그들이 죽고 2백 년이 넘게 지난 뒤에 성립된 것이기에 《기케이키》의 작자가 당사자들의 인품을 직접적 혹은 간접적으로도 알고 있었다고는 보기 어렵다. 또한 일본 군담소설은 대부분 군주기(軍注記)를 인용한 것인데 반해 《기케이키》는 그렇지 않다. 게다가 연대적으로 이치에 안 맞는 부분이 있는가 하면 어떤 부분은 전체적인 내용과 관계없는 독립된 형태의 서술로 구성되어 있고, 작중 등장인물들의 행동 여기저기에 모순이 있어 그 당시까지 전해지던 전설과 작자의 창작으로 성립된 것으로 보인다. 따라서 역사자료로서의 가치는 낮으며 오늘날에는 단순히 역사소설의 한 범주로서 다루어지고 있다.

## 번역본
한국에서는 2001년에 문학세계사에서 「요시쓰네 - 일본고전영웅소설」(옮긴이: 이우희)라는 제목으로 《기케이키》를 번역한 번역본을 간행하였다.